# Melaneremus henryi
Melaneremus henryi är en insektsart som beskrevs av Heinrich Hugo Karny 1937. Melaneremus henryi ingår i släktet Melaneremus och familjen Gryllacrididae. Inga underarter finns listade i Catalogue of Life.